# Chevrolet Nubira
Der Chevrolet Nubira (interne Typbezeichnung J200) ist ein Pkw-Modell des koreanischen Automobilherstellers GM Daewoo. Im Modellangebot von Chevrolet Europa besetzte der Nubira als Vertreter der Unteren Mittelklasse die Lücke zwischen dem auf der gleichen Bodengruppe basierenden Kompaktwagen Lacetti und den Mittelklasse-Limousinen  Daewoo Evanda / Chevrolet Epica.
Der anfangs nur als Stufenhecklimousine angebotene Wagen ersetzte den Daewoo Nubira; 2004 folgte das entsprechende Kombi-Modell.

## Entwicklung und Modellgeschichte
Der Nubira feierte formal auf der Seoul Motor Show 2002 seine Weltpremiere. In Korea war das neue Modell als Daewoo Lacetti danach sofort im Verkauf. Ab Anfang 2004 war das von Pininfarina gestaltete Fahrzeug auch in Deutschland erhältlich. Formal auf dem Genfer Auto-Salon 2004 wurde die Kombivariante präsentiert und stand vier Monate später bei den Händlern. Wie auch der Lacetti verfügte der Nubira über einige europäische Bauteile und wurde hinsichtlich des Fahrwerks und des Fahrverhaltens ebenfalls in England abgestimmt. Als Daewoo Nubira in dritter Generation auf den Markt gekommen, wurde er Ende 2004 umbenannt und mit einem geänderten Kühlergrill und dem angepassten Markenlogo versehen, da General Motors ab diesem Zeitpunkt alle europäischen Daewoo-Fahrzeuge unter dem Namen Chevrolet vermarktete. In China wurde das Fahrzeug bis 2016 noch als Buick Excelle vermarktet und gehörte zu den erfolgreichsten Modellen am Markt.
Ab der Einführung im September 2004 wurden diverse Veränderungen vorgenommen:
Die Türgriffe wurden mit Einführung des Nubira Kombi durch „Bügel-Griffe“ ersetzt. Die Ottomotoren genügten den Anforderungen der Euro-4-Norm (anfangs Euro-3-Norm). Im Innenraum der Limousine wurden die Holzapplikationen durch Aluminium ersetzt. Der Nubira Kombi sowie der Lacetti erhielten ein identisches Armaturenbrett. Lediglich das Armaturenbrett der Stufenhecklimousine unterschied sich geringfügig.
Im September 2006 wurde die Nubira Limousine in Deutschland wegen zu geringer Nachfrage vom Markt genommen.
Der Nubira Kombi wurde Ende 2010 aus dem Programm genommen.

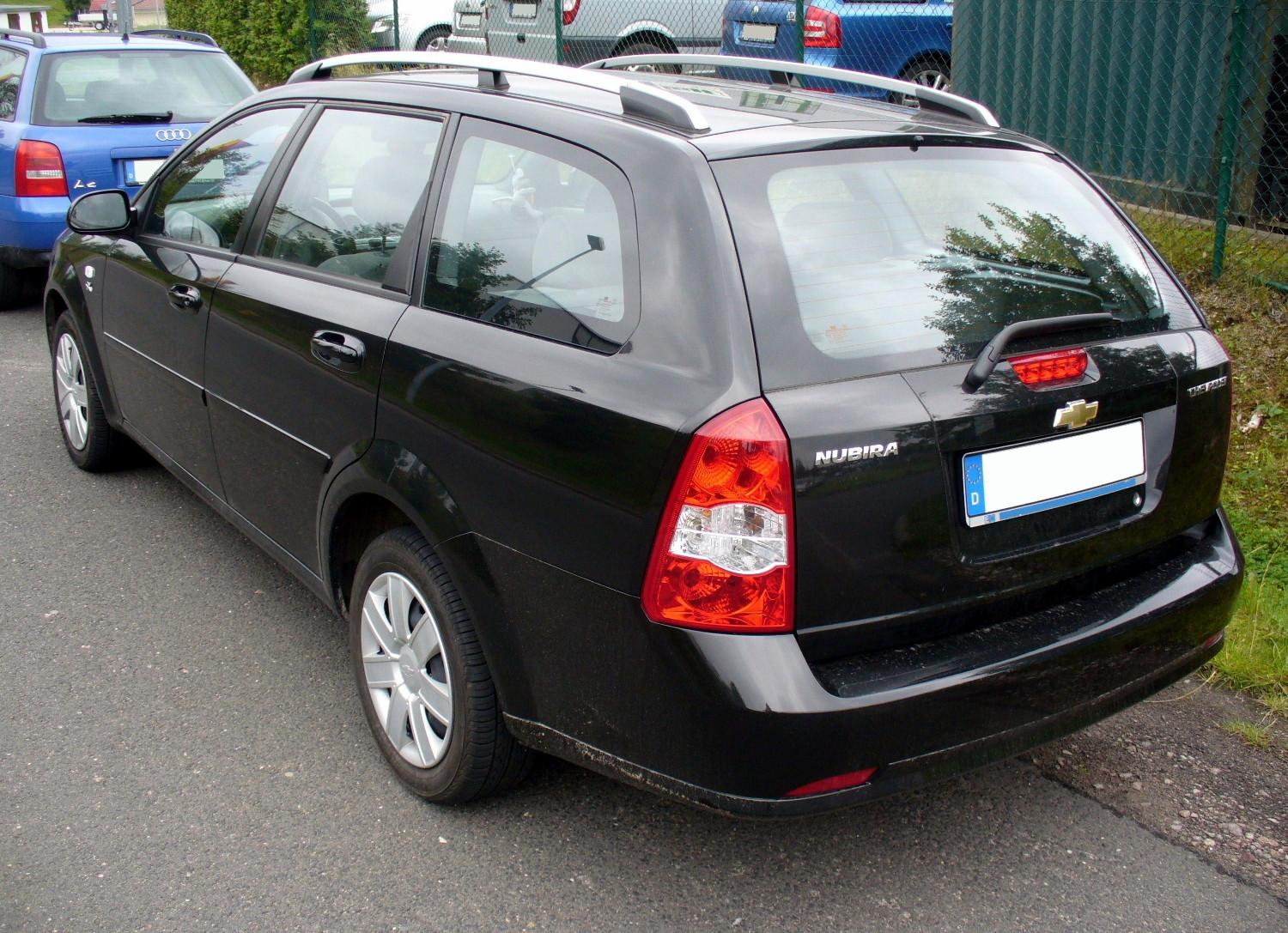
Heckansicht
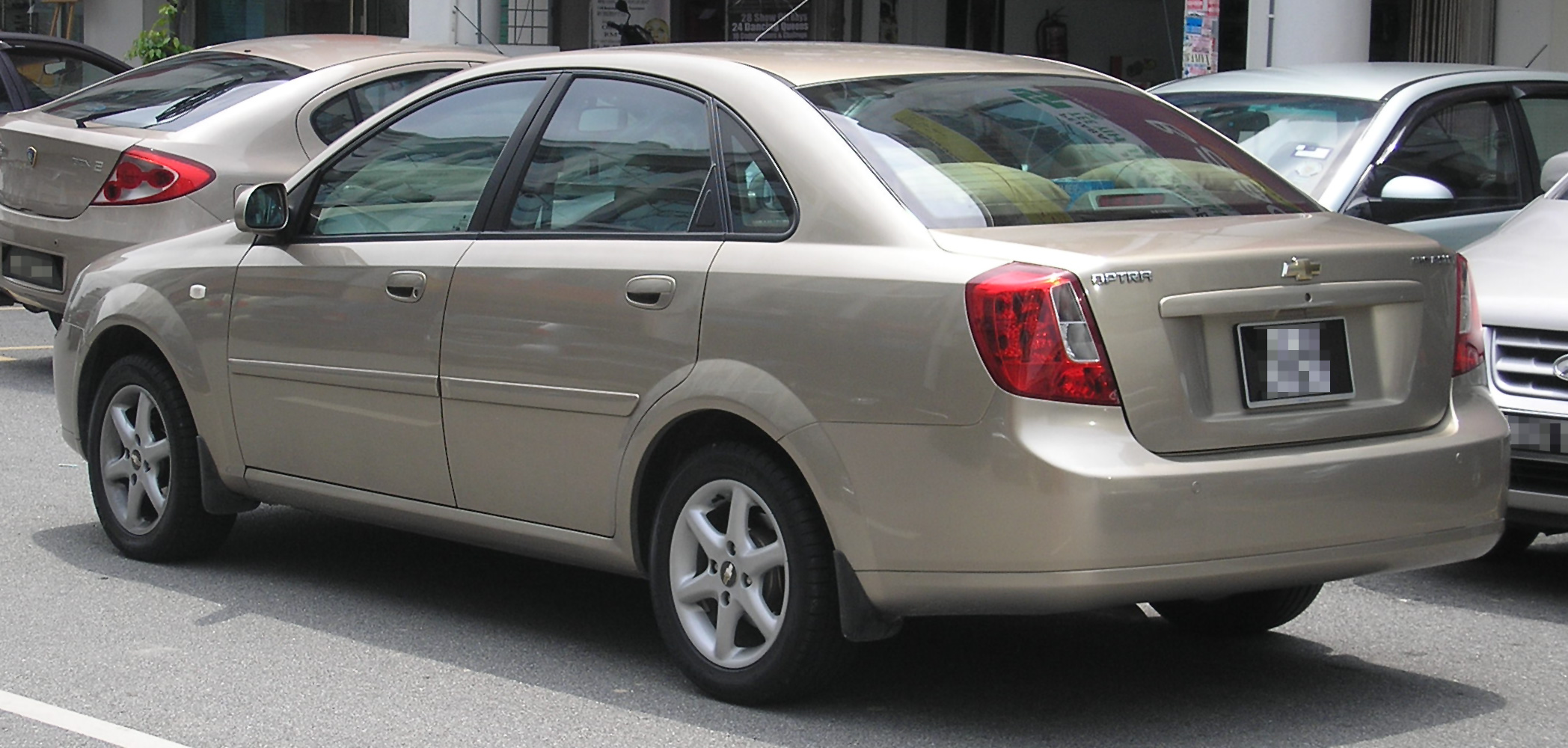
Chevrolet Nubira Limousine (2004–2006)

## Namen
Der Name Nubira ist koreanisch und bedeutet in der Übersetzung „um die Welt fahren“; was auf die Langzeitqualitäten des Pkws hinweisen soll. Auf den Weltmärkten gibt es noch weitere Synonyme, die jedoch alle auf den Chevrolet Nubira zurückgehen:
| Märkte                           | Name                                            |
| -------------------------------- | ----------------------------------------------- |
| Europa                           | Chevrolet Nubira/Chevrolet Lacetti              |
| China                            | Buick Excelle                                   |
| Kanada/Afrika/Südostasien/Indien | Chevrolet Optra                                 |
| Südkorea                         | Daewoo Lacetti                                  |
| Australien/Neuseeland            | Holden Viva/Chevrolet Lacetti                   |
| USA                              | Chevrolet Optra/Suzuki Forenza                  |
| Usbekistan                       | bis 2015: Daewoo Gentra seit 2015: Ravon Gentra |

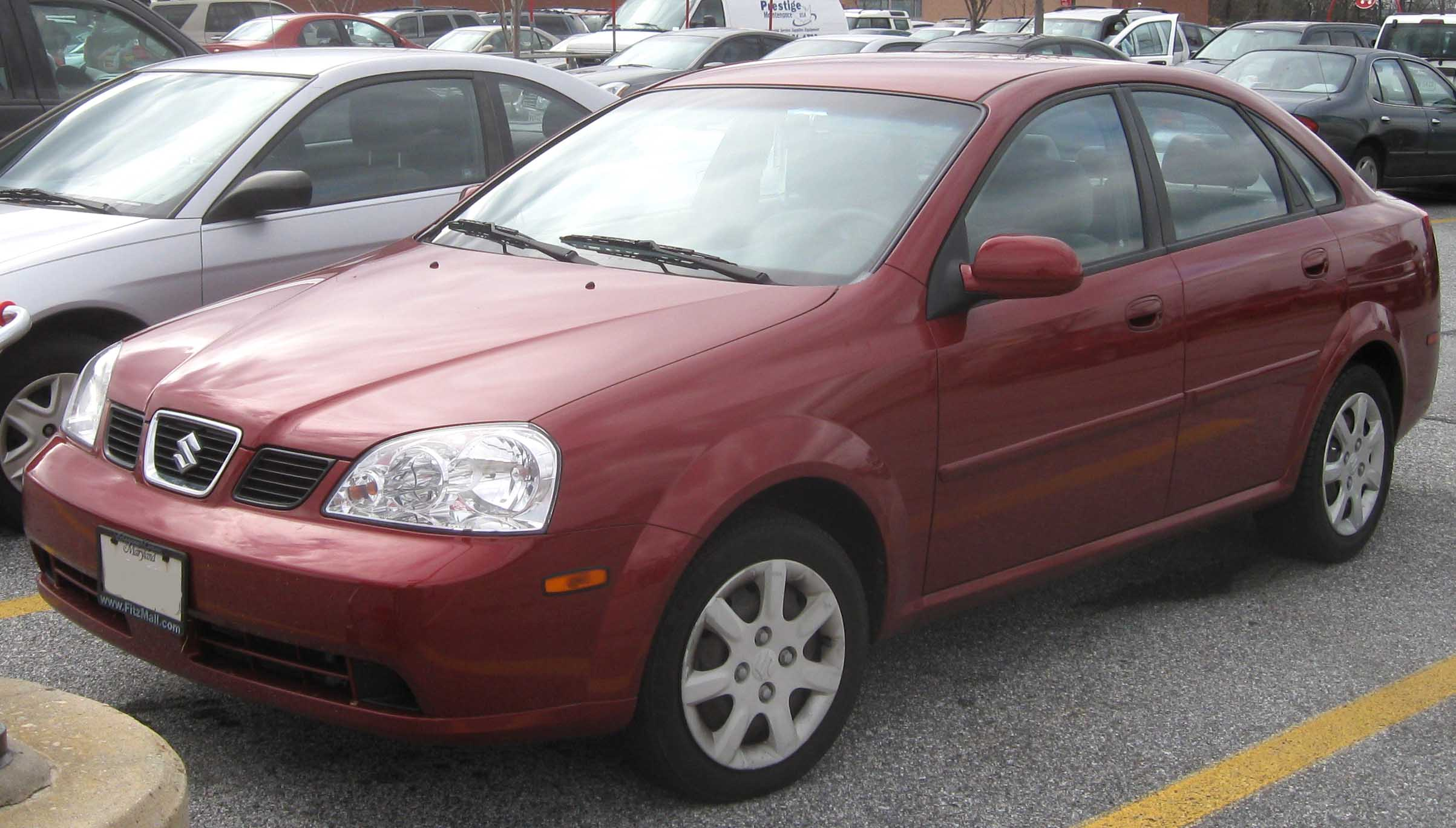
Suzuki Forenza Limousine
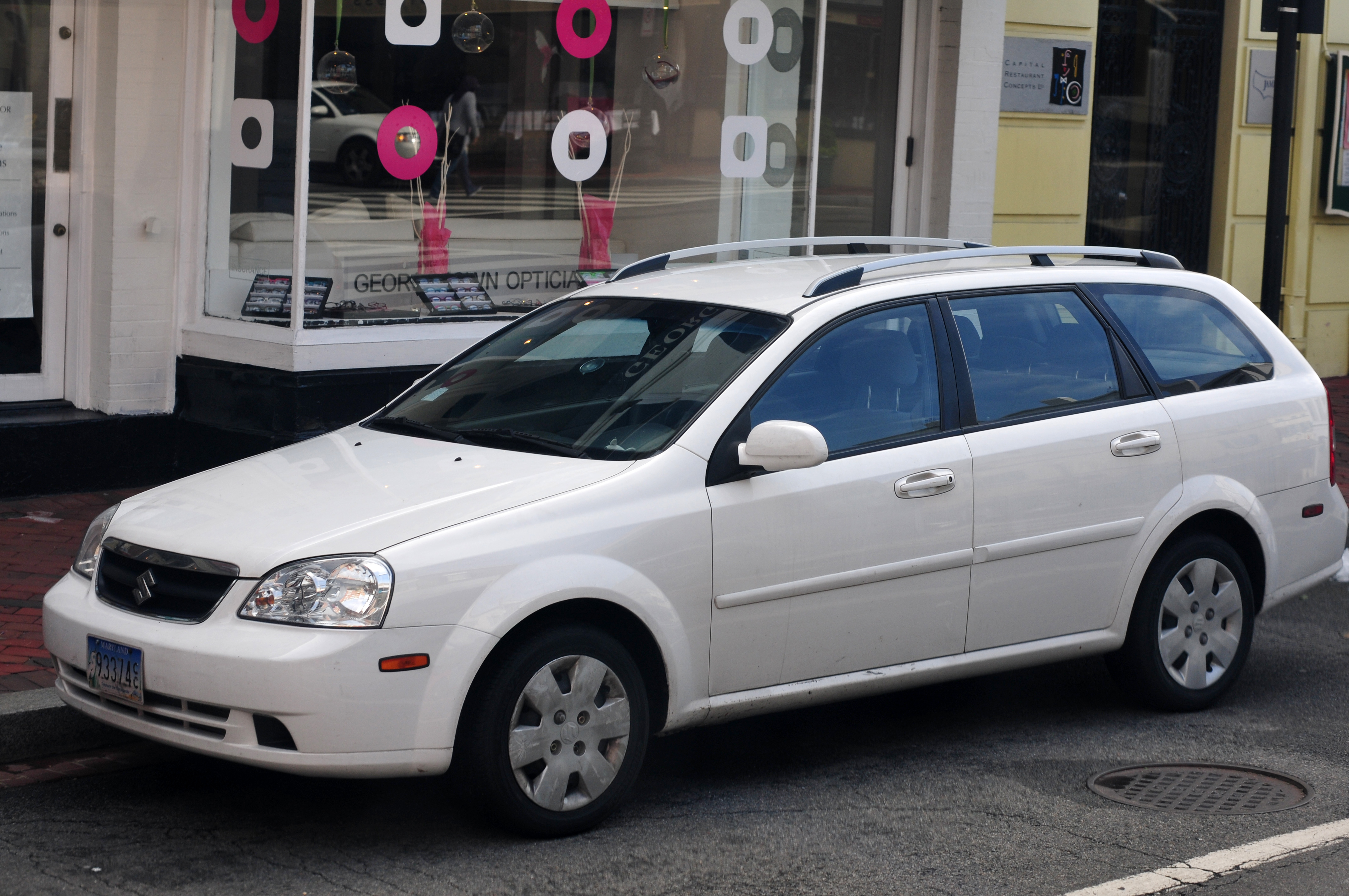
Suzuki Forenza Wagon
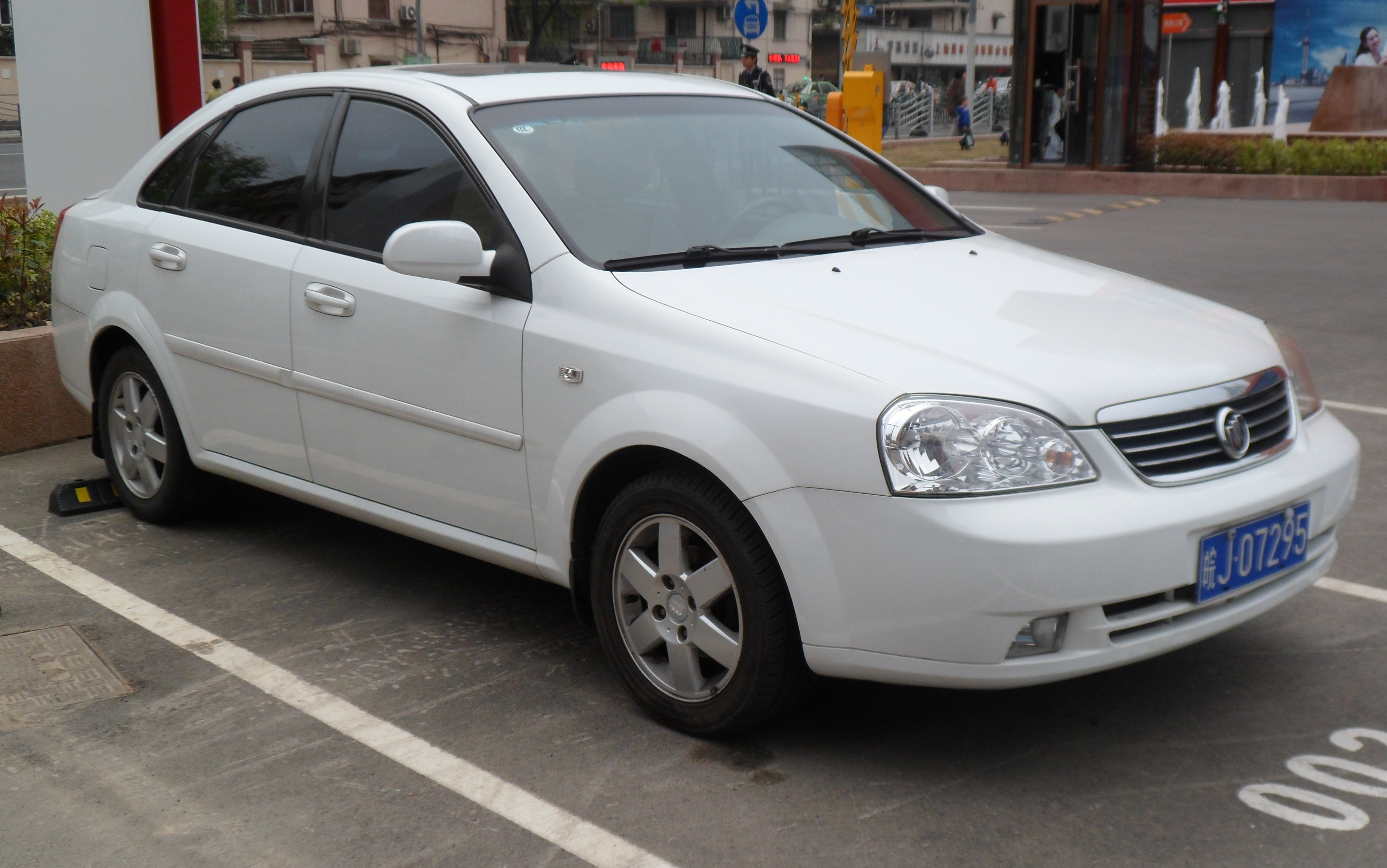
Buick Excelle Limousine
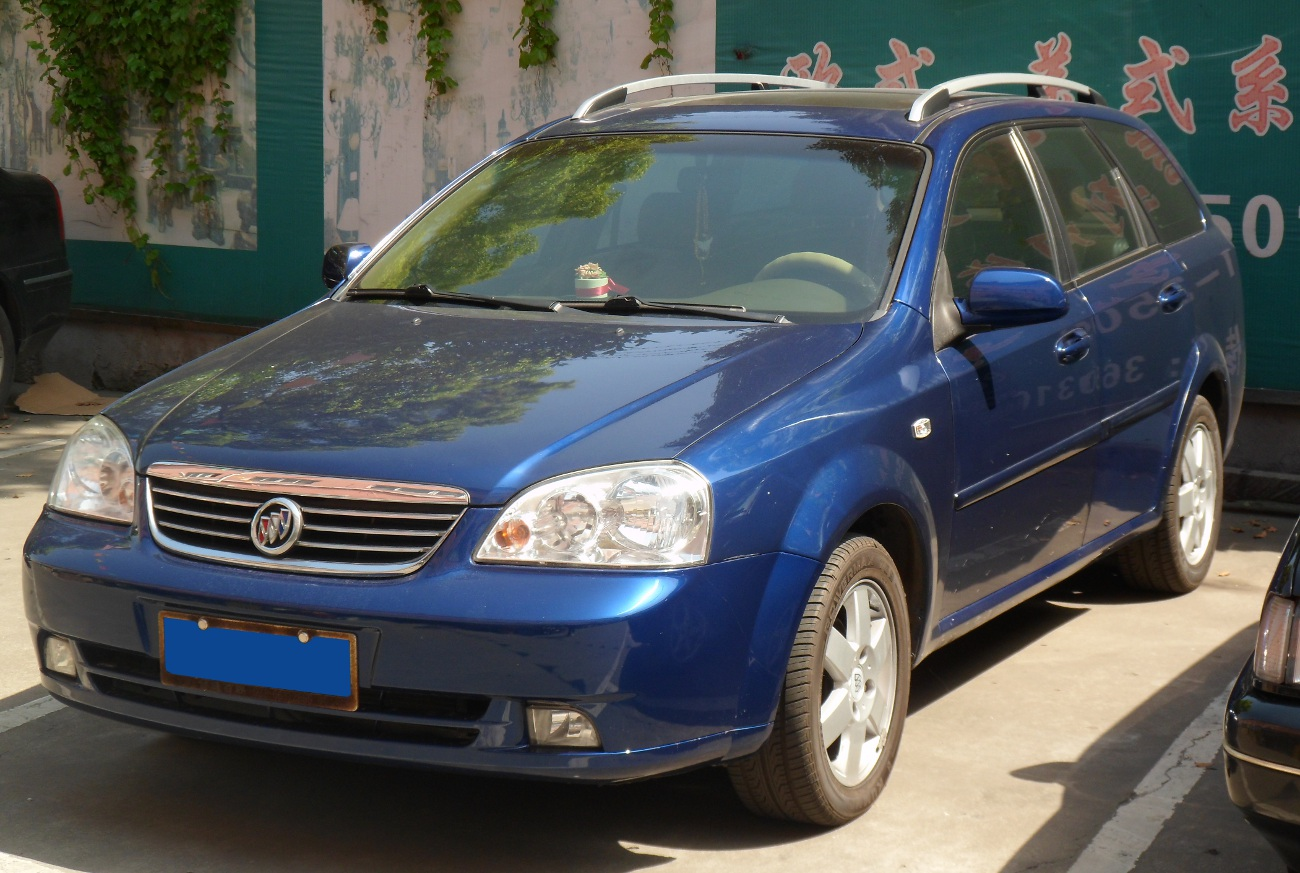
Buick Excelle Wagon
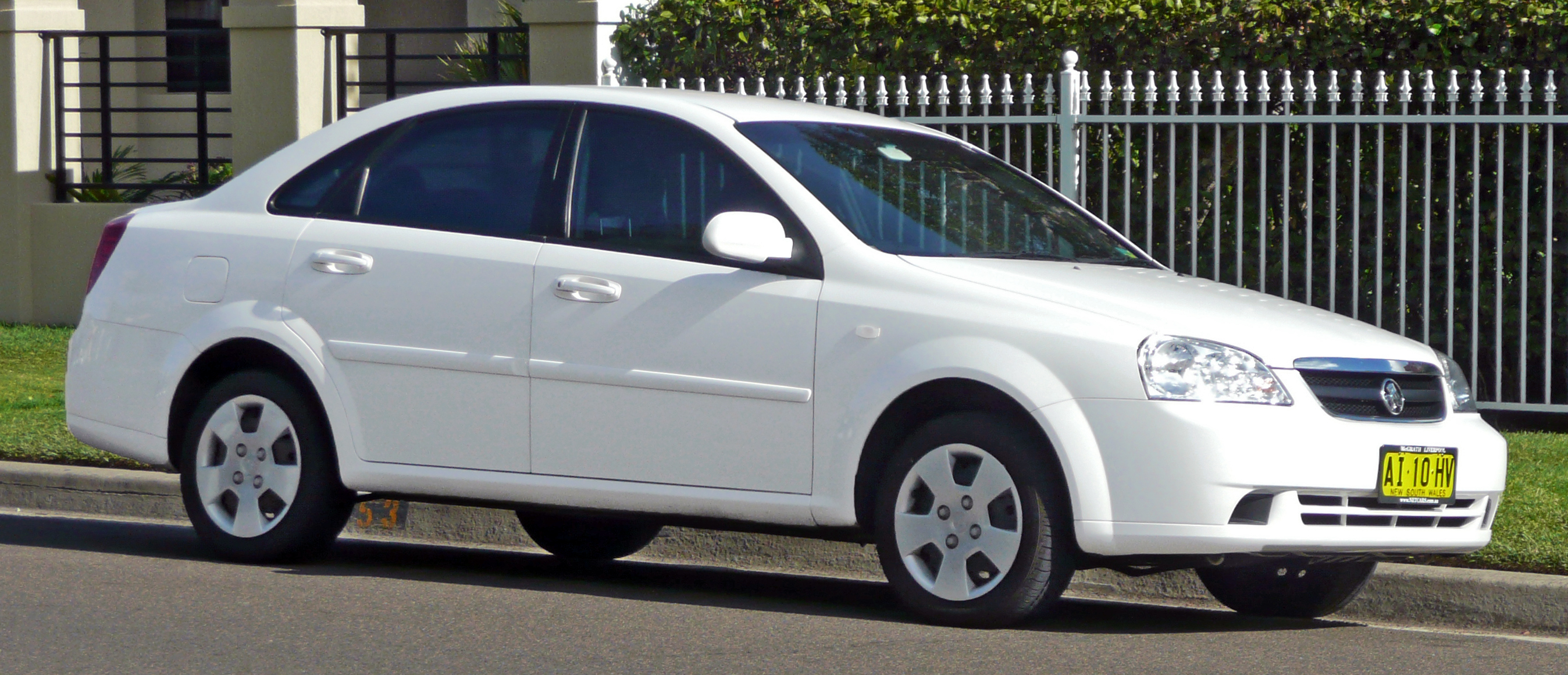
Holden Viva Sedan
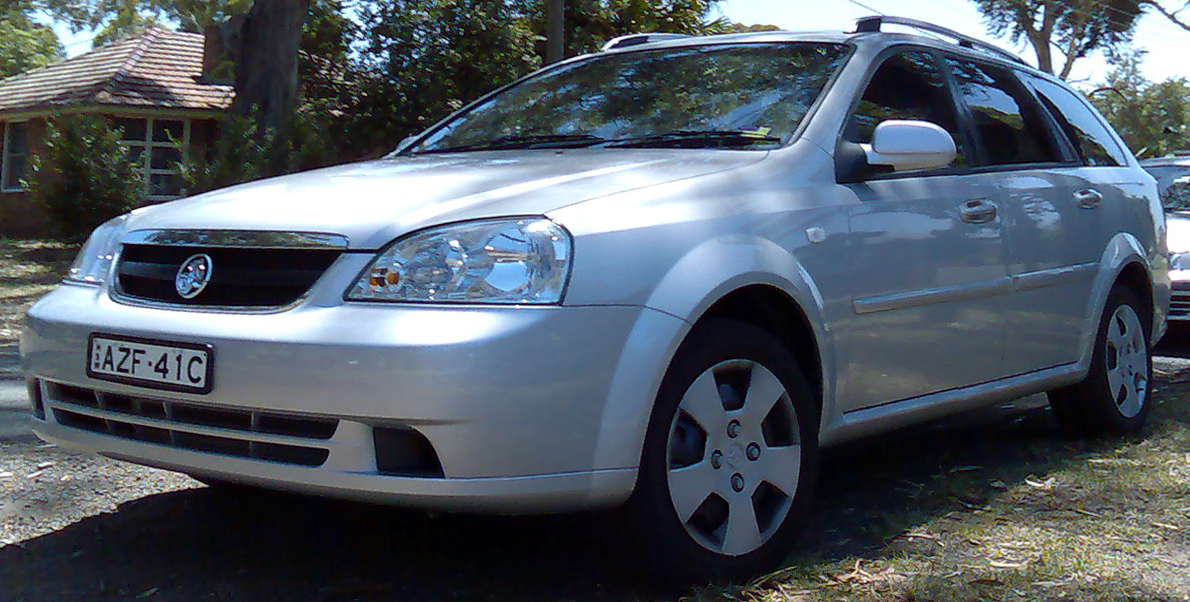
Holden Viva Station Wagon
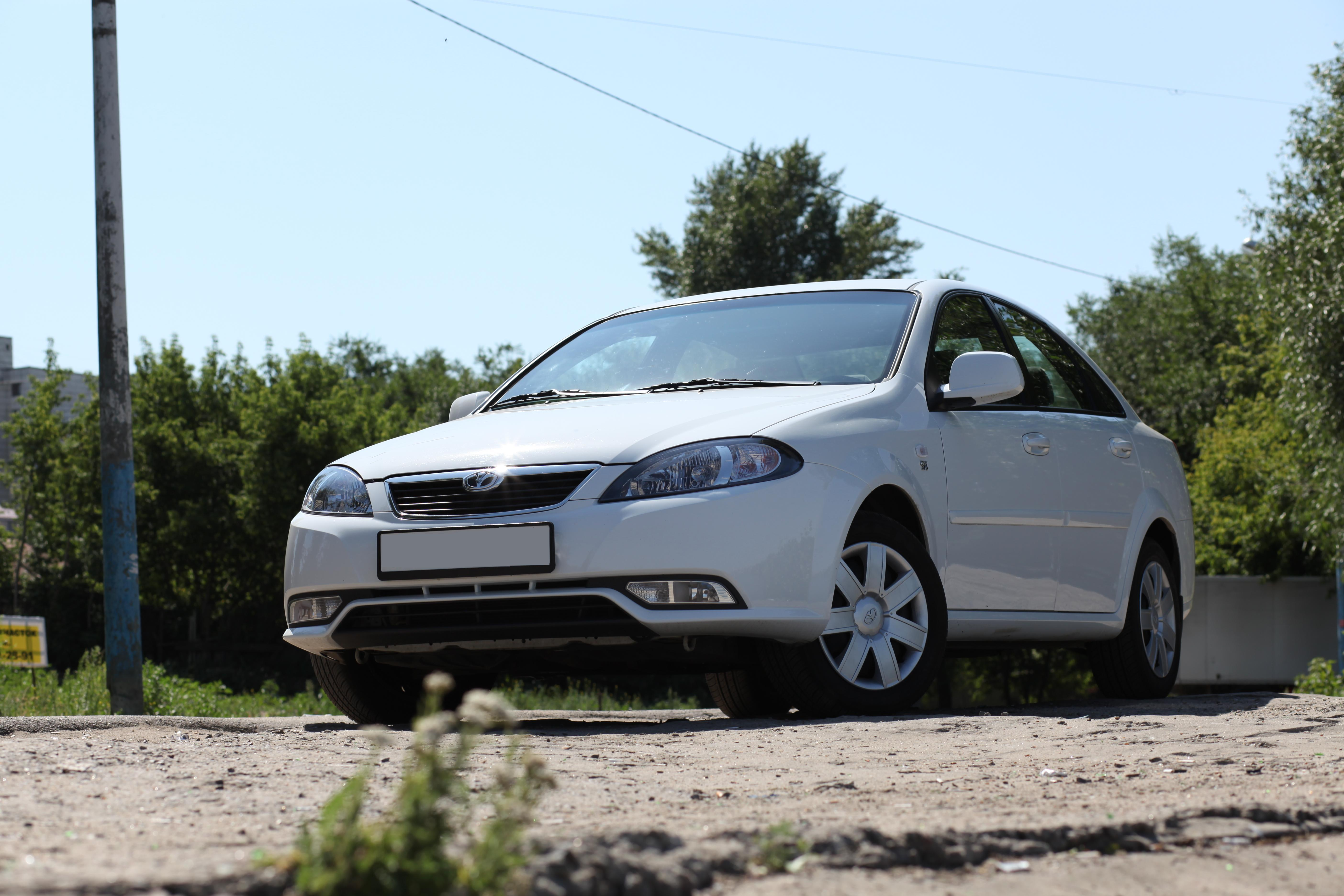
Daewoo Gentra

## Fahrzeugvarianten für gasförmige Kraftstoffe
Chevrolet bot den Nubira ab Werk mit einer Autogasanlage an. Der Gastank mit einem Fassungsvermögen von 53 Liter (vorher 60 Liter) LPG (Liquified Propane Gas) wurde anstelle des Reserverades in der dafür vorgesehenen Mulde verbaut. Die Reichweite des Fahrzeugs erweiterte sich dadurch um bis zu 450 km.

## Motorsport

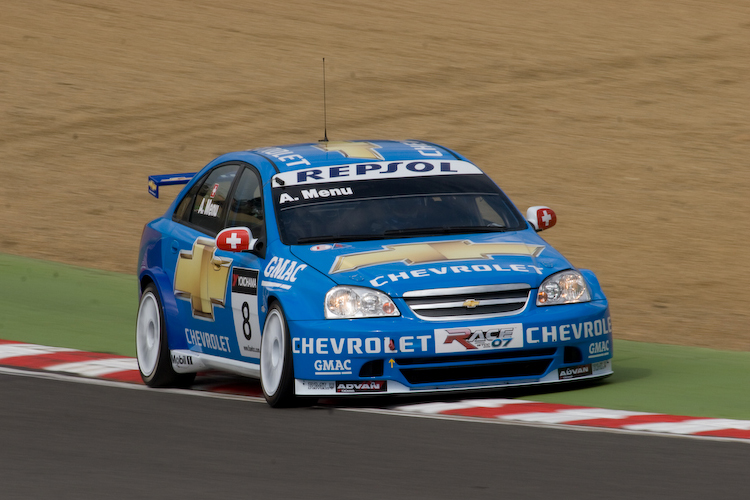
Chevrolet Nubira in der Tourenwagen-Weltmeisterschaft

Ab 2005 engagierte Chevrolet sich mit dem Nubira in der Tourenwagen-Weltmeisterschaft, in der die Limousine allerdings unter dem Namen Lacetti eingesetzt wurde. Das Fahrzeug ist nach dem Reglement der Super 2000 aufgebaut. Der erste Laufsieg wurde bereits 2006 in Brands Hatch eingefahren. Der letzte Werkseinsatz des Lacetti endete 2008 mit einem Sieg in Macao. Der Nubira erreichte 14 Siege, 38 Podiumsplätze, 8 Pole-Positions sowie 9 schnellste Rennrunden. Ab 2009 war der Chevrolet Cruze J300 als Nachfolger im Einsatz. Von Privatteams wird der Nubira weiterhin in mehreren Tourenwagenrennserien eingesetzt, in denen nach dem Reglement der Super 2000 gefahren wird. Bamboo Engineering trat 2010 mit zwei Nubira in der Tourenwagen-Weltmeisterschaft an und wechselte im Laufe der Saison 2011 ebenfalls auf das Nachfolgemodell Chevrolet Cruze.

## Technische Daten Daewoo Gentra
|                                            | Daewoo Gentra            |
| ------------------------------------------ | ------------------------ |
| Bauzeitraum                                | 2013 –2015               |
| Motorkenndaten                             |                          |
| Motortyp                                   | R4-Ottomotor             |
| Hubraum                                    | 1485 cm³                 |
| max. Leistung bei min−1                    | 79 kW (107 PS) / 5800    |
| max. Drehmoment bei min−1                  | 141 Nm / 3800            |
| Kraftübertragung                           |                          |
| Antrieb                                    | Vorderradantrieb         |
| Getriebe, serienmäßig                      | 5-Gang-Schaltgetriebe    |
| Getriebe, optional                         | 6-Gang-Automatikgetriebe |
| Messwerte                                  |                          |
| Höchstgeschwindigkeit                      | 180 km/h                 |
| Beschleunigung, 0–100 km/h                 | 11,9 s                   |
| Leergewicht                                | 1245–1300 kg             |
| Kraftstoffverbrauch auf 100 km, kombiniert | 7,0 l Super              |